# Poromyidae
Famille
Synonymes
- Cetomyinae Krylova, 1997[2]
- Dermatomyidae Scarlato & Starobogatov, 1983[2]
- Neaeroporomyidae Scarlato & Starobogatov, 1983[2]
- Perlaporomyidae Scarlato & Starobogatov, 1983[2]

Les Poromyidae sont une famille de mollusques bivalves de l'ordre des Pholadomyoida.

## Liste des genres
Selon World Register of Marine Species (8 décembre 2018) :
- genre Cetomya Dall, 1889
- genre Dermatomya Dall, 1889
- genre Dilemma Leal, 2008
- genre Liopistha Meek, 1864 †
- genre Lissomya Krylova, 1997
- genre Poromya Forbes, 1844